# All Purpose Cultural Cat Girl Nuku Nuku
All Purpose Cultural Cat Girl Nuku Nuku (яп. 万能文化猫娘 Банно: Бунка Нэкомусумэ) — манга Юдзо Такады, вышедшая в 1990 году. Позднее вышли продолжения в виде аниме и манги. В 1993 году аниме All Purpose Cultural Cat Girl Nuku Nuku заняло двадцатое место в гран-при журнала Animage.

## Сюжет
Согласно сюжету первой экранизации, под рождество ведущий учёный компании «Мисима», Кюсаку Нацумэ, недовольный способом использования своих разработок ушёл из компании, забрав с собой разработанного им андроида. Вместе с этим он порвал отношения со своей женой также работавшей в компании «Мисиме» и забрал с собой своего сына, Рюносукэ. Во время побега Рюносукэ подобрал кошку, которая впоследствии была тяжело ранена подручными «Мисимы». Дабы спасти её, Кюсаку пересадил её мозг в тело разработанного им андроида. Хотя огромная боевая мощь Нуку Нуку сделала ненужным далее убегать от «Мисимы», Нуку Нуку должна постоянно отражать атаки Акико желающей вернуть своего сына. В ТВ сериале разрыв между родителями Рюносукэ уже не упоминается. Однако, так как разработки «Мисимы» постоянно выходят из под контроля и начинают разносить город, Нуку Нуку по-прежнему должна противостоять этой компании. При этом «Мисима» выставляется злодейской организацией, хотя все её планы по мировому господству сводятся исключительно к захвату рынка.

## Персонажи
Ацуко Нацумэ (Нуку-Нуку) (яп. 夏目温子（ヌクヌク） Нацумэ Ацуко) — главная героиня, в прошлом бывшая кошкой. Согласно сюжету первой экранизации, Рюносукэ подобрал её на помойке, однако вскоре Нуку Нуку была подстрелена подручными Мисимы. Дабы спасти умирающую кошку, Кюсаку перенес её мозг в тело андроида. По воспоминаниям же Нуку Нуку в ТВ сериале, Рюносукэ нашёл её оставленной в коробке с просьбой к добрым людям позабоиться о котёнке и причины по которым Нуку Нуку стала андроидом не уточняются. В обоих этих произведениях Нуку Нуку всегда весела и энергична и исполняет роль телохранителя Рюносукэ.
Сэйю: Мэгуми Хаясибара
Рюносукэ Нацумэ (яп. 夏目龍之介 Нацумэ Рю:носукэ) — главный герой. Согласно сюжету первой экранизации, убегая из компании «Мисима» отец взял Рюносукэ с собой и они поселились отдельно от матери Рюносукэ, Акико Нацумэ. Во время побега Рюносукэ подобрал Нуку Нуку, которая была тяжело ранена подручными «Мисимы» и мозг которой Кюсаку впоследствии перенес в тело андроида. Несмотря на то что Рюносукэ любит свою мать, он предпочитает оставаться с отцом и противится попыткам Акико вернуть сына. В TV сериале возраст Рюносукэ и его характер также остались без изменений. Однако, в «All Purpose Cultural Cat Girl Nuku Nuku DASH!» он стал 14 летним подростком, который с первого взгляда влюбился в 19 летнюю Нуку Нуку поселившуюся в его доме.
Сэйю: Кадзуэ Икура
Кюсаку Нацумэ (яп. 夏目久作 Нацумэ Кю:саку) — отец Рюносукэ и лучший учёный компании «Мисима». В «All Purpose Cultural Cat Girl Nuku Nuku» он был недоволен тем как компания «Мисима» распоряжается его разработками и по этому ушёл из неё, забрав с собой разработанного им андроида. В сериале, к недовольству Рюносукэ, Кюсаку постоянно пытается изображать супергероя сражающегося за справедливость, против злой компании «Мисима». При этом порождением зла объявляются абсолютно любые действия Мисимы, даже если это будет испытание стиральной машины.
Сэйю: Акира Камия
Акико Нацумэ (яп. 夏目晶子 Нацумэ Акико) — мама Рюносукэ. В сериале — одна из немногих сотрудников Мисимы, кто не просто одевается как злодей, но и подыгрывает своему начальнику.
Сэйю: Саэко Симадзу
Эйми Ёсикава (яп. 吉川詠美 Ёсикава Эйми) — андроид, разработанный компанией «Мисима». В ней присутствует дефект — во время боя она перегревается, в результате чего может взорваться. По этому, Эйми хотела украсть тело Нуку Нуку. По собственному признанию о том, как она перенесет свой разум внутрь тела Нуку Нуку не задумывалась, так как слишком глупа для этого.
Сэйю: Мика Канай
Ариса (яп. ありさ Ариса) — в первой OVA и последующем сериале, подруга и подчиненная Акико. Обожает оружие стреляя налево и направо, она и её подрука Кёко, нанесли компании «Мисима» огромный урон. Согласно сюжету «All Purpose Cultural Cat Girl Nuku Nuku DASH!» Ариса и Кёко были назначены подчиненными Акико и начали свою службу с того, что угнали и случайно взорвали секретный истребитель. За это Акико заставила их работать бесплатно, в счет огромного долга.
Сэйю: Ая Хисакава
Кёко (яп. 今日子 Кё:ко) — подруга Арисы.
Сэйю: Акико Хирамацу
Норико Исияма (яп. 石山紀子 Исияма Норико) — в сериале ровесница Рюносукэ влюбленная в него и безуспешно пытающаяся завоевать его сердце. В «All Purpose Cultural Cat Girl Nuku Nuku DASH!» ученица младших классов, подкалывающая Рюносукэ на тему его сексуального влечения к Нуку Нуку.
Сэйю: Тинами Нисимура
Дзюдза Мисима (яп. 三島重三 Мисима Дзюдзо:) — директор компании «Мисима». Если Кюсаку в сериале разыгрывает героя справедливости, то Дзюдза играет роль злодея. Хотя его компания в аниме прямо называется злодейской, все планы мирового господства сводятся к расширению экономического влияния «Мисимы». К необходимости же одеваться на встречах как злодеи, сотрудники Мисимы относятся как к простому чудачеству своего начальства. Как показано в одной из серий, Дзюдза и Кюсаку играли роли героев добра и зла и разносили город своей техникой ещё со школьной скамьи.
Сэйю: Кэн Нарита
Тиэко Сиракаба (яп. 白樺智恵子 Сиракаба Тиэко) — одноклассница Нуку Нуку. Богатая и наглая девушка, чью фамилию Нуку Нуку не в состоянии произнести правильно и постоянно превращает во что-нибудь обидное. Тиэко всюду сопровождают две безымянные близняшки, именуемые в аниме «Правая» и «Левая». Вся их роль большую часть времени сводится к тому что бы говорить «Точно! Тиэко-сама права!» и обеспечивать Тиэко фон из роз.
Сэйю: Вакана Ямадзаки

## Восприятие критикой
По описанию рецензии ANN, во множестве аниме построенных вокруг робота-подружки, юноша находит или иным образом получает сексуального андроида, который защищает и обслуживает его. Подобные сюжеты, хотя и имеют свои достоинства, по большей части представляют собой экранизацию юношенских фантазий вызванных гормонами. Однако, «All Purpose Cultural Cat Girl Nuku Nuku» отличается от них. Будучи одним из ранних произведений данного жанра послуживших основой поздним подражаниям, история Нуку Нуку уделяет мало внимания этти-составляющей. Ключевое отличие от других аниме в том, что ввиду препуберантного возраста Рюносукэ, ни у него, ни у Нуку Нуку нет никакого сексуального интереса к партнеру и их чувства друг к другу носят чисто платонический характер. И отношение Нуку Нуку к Рюносукэ — скорее отношение няни или старшей сестры, чем отношение любовной рабыни. Данное аниме не производит впечатления сделанного исключительно для неуклюжих подростков, немогущих пригласить девушку на свидание. А искренность лежащая в основе истории о любви между родителями и их ребенком поднимает «Нуку Нуку» на необычайный уровень эмоций и тепла.
Однако, эмоциональный потенциал аниме не раскрыт в полной мере, так как раскрывающие персонажей сцены отходят на второй план что бы дать место фарсу сражений Нуку Нуку и меха «Мисимы» и в итоге все проблемы созданные разводом, разрешаются с помощью крошечного усилия. Сюжет же меняет курс посреди истории, вместе с появлением Эми желающей украсть тело Нуку Нуку. И как бы не были хороши появившиеся на экране персонажи, в итоге они уводят внимание от Рюносукэ и его семейства. Отмечается также тот факт, что авторы OVA очевидно были вдохновлены аниме «Project A-Ko». Так, Нуку Нуку пересекает город на сверхзвуковой скорости таща Рюносукэ на буксире, а бои с её оппонентами регулярно превращают город в руины.
По описанию другой рецензии, первая OVA о Нуку Нуку является ныне забытой культовой классикой, имевшей огромный успех в середине 90-х и является обязательной к просмотру новыми аниме-фанатами. «All Purpose Cultural Cat Girl Nuku Nuku DASH!» при этом стала наиболее серьёзной из трех экранизаций. Она выжала большую часть юмора из оригинальной истории, добавила несколько больше чем нужно новых персонажей и добавила к возрасту Рюносукэ несколько лет. Как отмечает рецензент, результат вышел сносный, но посредственный. Сценаристы не стали отклоняться от проверенных путей, по этому в анме во множестве присутствуют стандартные штампы. Рюносукэ — 14-летний подросток, мечтающий о живущей в его доме Нуку Нуку. Сама его встреча с Нуку Нуку также выглядит надуманной. Хотя Нуку Нуку и живёт двойной жизнью, никакого особого интереса не вызывает ни одно из её воплощений.
По описанию же рецензента сайта «THEM Anime», третья экранизация сделана по стандартному рецепту — взять знаменитую героиню, сменить её личность и добавить фансервисных превращений, вместе шаблонными драками. В конце сделать злодеев настолько тупыми, насколько это возможно. Хотя сериал и выделялся такими элементами как подросший Рюносукэ по уши влюбившийся в Нуку Нуку и пытающийся показать себя перед ней с лучшей стороны, всё это портит вторая половина каждого эпизода, в которой очередной злодей уничтожает очередную свою машину.